# Byggestjärnen, Västergötland
Byggestjärnen är en sjö i Svenljunga kommun i Västergötland och ingår i Ätrans huvudavrinningsområde.